# Hirlatzhöhle
Hirlatzhöhle – najdłuższa jaskinia w Austrii, w masywie Dachstein. 